# Архив Манхоффа

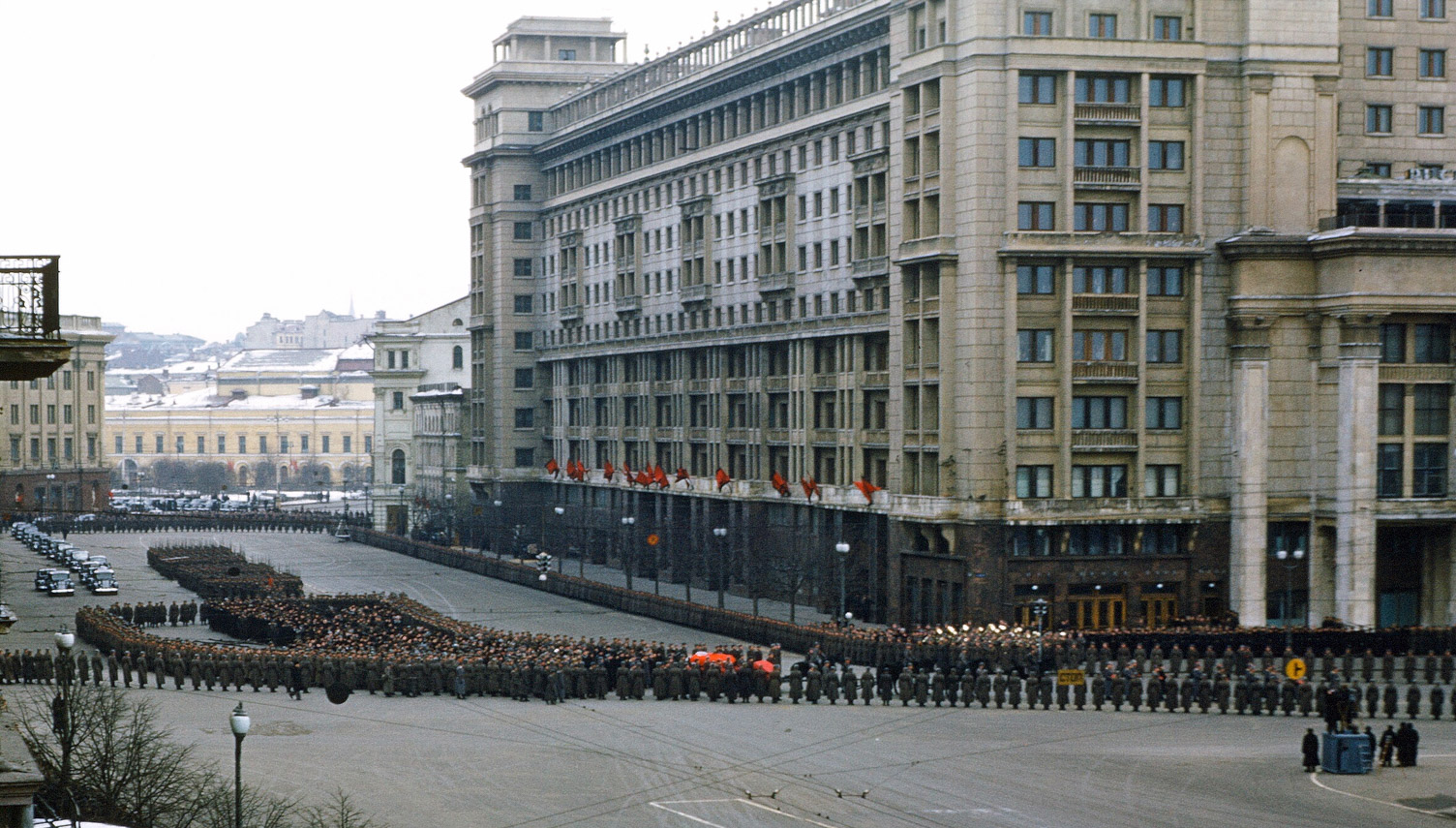
Похоронная процессия на похоронах Иосифа Сталина, снятые на камеру помощником военного атташе США майором Мартином Манхоффом с балкона посольства.

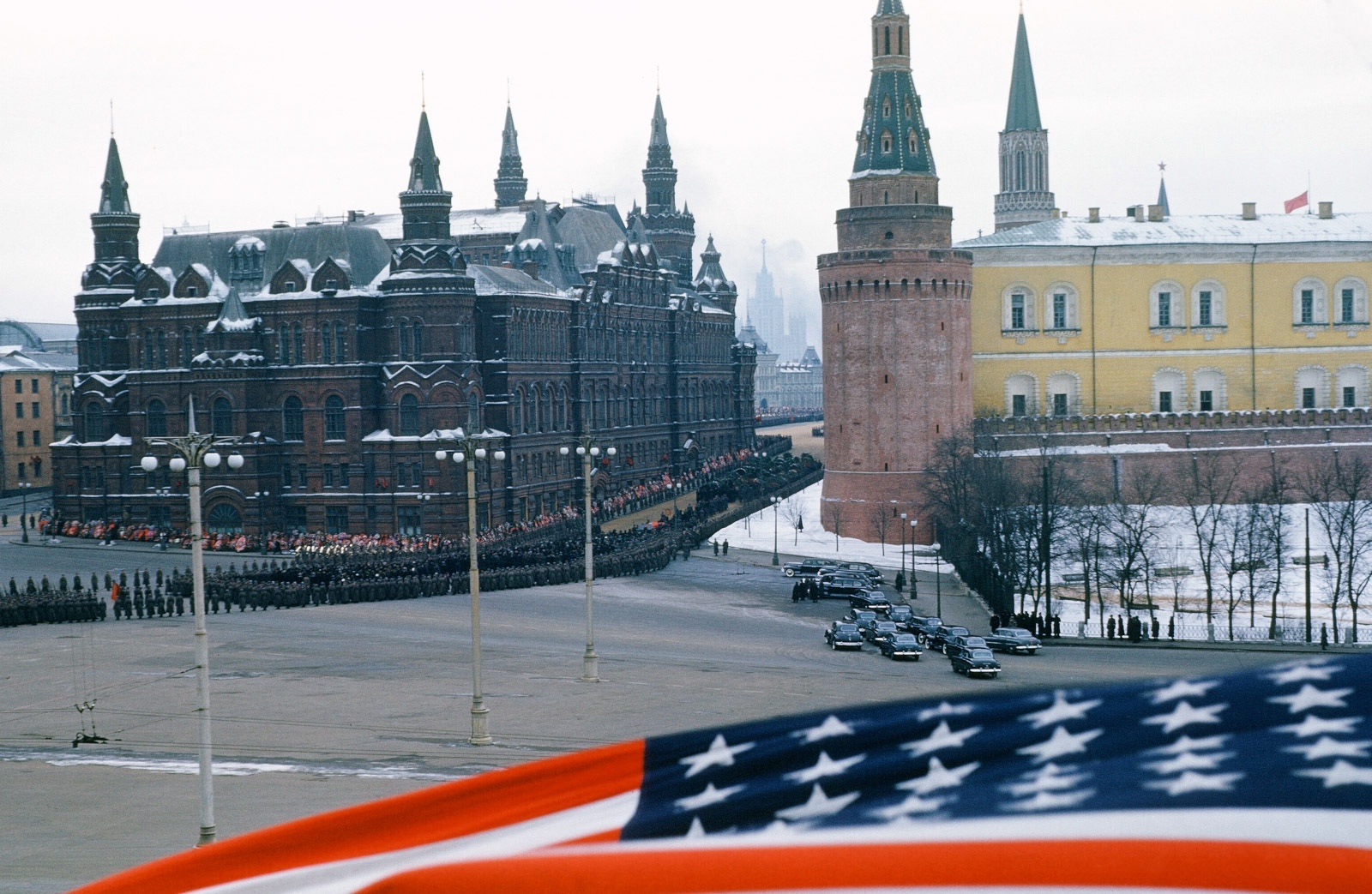
Похороны Иосифа Сталина, снятые на камеру помощником военного атташе США майором Мартином Манхоффом с балкона посольства.

 Архив Манхоффа — оцифрованная архивная коллекция из цветных слайдов и негативов, снятые на цветную 16-миллиметровую пленку кинохроники, переписка и личные записи майора армии США Мартина Манхоффа, охватывающие период 1952—1954 годов в СССР, и включающая наиболее известные исторические события этого времени в Союзе ССР.
Архив также содержит изображения и из других городов бывшего СССР.

## Ценность архива
Данный архив был создан Мартином Манхоффом (англ. Martin Manhoff) во время своей работы помощником военного атташе в посольстве США в СССР, вплоть до своей высылки в 1954 году. В его официальные обязанности входили организация взаимодействий с советскими военными. Однако скорее всего он также изучал масштабные изменения, происходившие в СССР по мере того, как страна выходила из послевоенного положения, Холодная война усугублялась и начиналась Оттепель после смерти Сталина.
Первоначально архив представлял неструктурированную коллекцию фото- и видеозаписей, вывезенную из Москвы и хранившуюся сначала у Манхоффа, а затем - у его родных вплоть до момента ее обнаружения.

## Обнаружение архива
В 2016 году «Архив Манхофа» был осмотрен историком и публицистом Дугласом Смитом. Его пригласили в дом к родным М. Манхоффа как одного из специалистов по советской истории для проведения экспертизы ценности документов, хранящихся в доме. Смит обнаружил большое количество фотографий советского периода.
После обнаружения и структурирования архивной коллекции началась публикация наиболее интересных материалов архива на сайтах «Радио Свобода» и российского интернет-издания «Настоящее время».